# 三视教育运动
三视教育運動是中华人民共和国建政初期，在朝鲜战争中中国共产党为了消除中国社会的“親美、崇美、恐美”思想，面向全国展开的以“仇视”、“鄙视”及“蔑视”美帝國主義的政治思想教育运动。

## 历史背景
1950年6月25日，朝鲜战争爆发，中共中央高层決定進入北韩参战之前，存在意见分歧。在10月4日下午召开的中共中央政治局扩大会议上，“多数人不赞成出兵或者对出兵存有种种疑虑”。朝鲜战争的爆发尤其是美国的出兵朝鲜，中国民众“思想认识很不一致”，“曾引起各阶层群众一定的思想波动和混乱”。
而当时中国刚经历过抗日战争及国共内战，社會上存在許多“親美、崇美、恐美”的思想。“恐美”情绪在多数民众的心理中普遍存在，并对中国介入朝鲜战争持悲观情绪，认为“美国经济实力强大、武器精良，而解放军是土包子，没法跟美国打，志愿军赴朝参战是惹火烧身”。“崇美”和“亲美”心理主要是在当时的“民族资产阶级、上层知识分子和部分学生”中比较普遍。据当时的调查，“在一部分教授、资本家、教徒和教会学校中仍存在着浓厚的亲美思想，需要用极大的努力来肃清”；“在教授和工商界中, 很多人还有崇美、恐美心理或对抗美援朝的军事行动口是心非”。
这些因素阻碍了中共调动社会资源参战，而且从共产主义国家意识建构的角度来看，在二元对立的结构中确立一個对立面是必需的，因此必须消除此类思想。但是即使沒有朝鮮战争，中共也非常重视消除美国对中国的影响。1949年美国国务院发表中美關係白皮書，毛泽东就少见地对此接连写了数篇文章批驳、回应。而通过抗美援朝运动，逐步清除“亲美”、“崇美”、“恐美”的思想后，周恩来就认为“这更是一个无价的收获”，因为“这种侵略毒素不是一天侵入的，是长期地不知不觉迷惑、麻醉侵入的”。可见其意义是远在单纯的战争动员之上的。

## 内容
“仇美、鄙美、蔑美”是“三视”宣传教育中最重要的內容。为了配合宣传教育运动的展开，中共宣传部门专门编写了一本名为《怎样认识美国（宣传提纲）》的小册子，其主要论述逻辑分为三个部分：
第一部分是“仇视美国，因为它是中国人民的死敌”，从“目前”到历史，共列数十条事例说明美国对中国的侵略。
第二部分是“鄙视美国，因为它是腐朽的帝国主义国家，是全世界反动墮落的大本营”，指出美国被少数资本家控制，对內政策是压迫和剥削人民，绞杀民主，绞杀文化；对外则是侵略和战争的政策。
第三部分是“蔑视美国，因为它是纸老虎，是完全可以打败的”，这是因为它在政治上孤立，在军事上也存在战线过长、兵力不足等弱点，虽然有原子弹，但並不可怕等等。

## 宣传及推广形式
1950年中国人民志愿军参战后不久，中共中央就发出关于时事宣传的指示，提出“为了使全体人民正确地认识当前形势，确立胜利信心，消灭恐美心理，各地应即展开关于时事的宣传运动”。1950年11月4日《各民主党派联合宣言》发表后，“三视”教育运动宣传攻势正式在中国大陆范围内普遍展开。
通过新闻媒体传输一定量的教育信息是宣传教育的重要形式。从1950年11月到1953年，关于朝鲜战争的宣传成了中国新闻机构的中心主题。《人民日报》、新华社、中央人民广播电台等媒体通过发表相关社论、评论，特辟专刊等方式对战争进行宣传。据统计，从1951年到1954年，《人民日报》关于朝鲜战争的宣传文字平均每月就达两万字左右。同时，中国共产党着手建立了宣传员和报告员制度, 在共产党的每一个支部设立宣传员，并在共产党的各级领导机关设立报告员，以配合新闻媒体进行时事宣传。此种宣传员报告员制度，实际上成为新闻媒介的重要辅助和补充。
通过各种会议及控诉会，以“群众亲历、亲闻、亲见的活生生事实，揭露美帝国主义的残暴罪行，使他们对美帝国主义的理性认识与自己的真情实感相结合，树立起深刻的仇美思想”。1950年12月中共就要求“在工厂、机关、学校、街道、团体、里弄举行集会，控诉美帝国主义的罪恶，批判亲美、崇美、恐美的错误思想”。
组织不同阶层民众在不同地区进行遊行也是“三视”教育运动推广的主要手段。1950年11月30日，天津市4万多工商业者举行了“抗美援朝”示威游行大会，并在会后致电毛泽东，称他们“已经认清了美国的侵略本质，表示要与各阶层人民团结一致”，“为完成抗美援朝保家卫国的神圣任务而奋斗到底”。1950年12月26日，上海工商界举行了有15万人参加的示威游行。其他如北京、哈尔滨、青岛、西安、武汉等城市的工商业者也在1950年12月上半月相继举行了数万人至十几万人的示威游行。在有各界民众参加的集会游行中，1951年“五一” 节期间举行的示威游行规模最大，参加的各阶层民众共有18643万余人，占了全国总人口的39%以上，如果加上“五一”节前参加游行的人数，全国就有一半以上的人口参加了游行 。
艺术性宣传是“三视”教育运动推广的另外一种手段。通过通俗性的大众艺术如杂文、漫画、戏剧、歌曲等，调动起群体的情感共鸣从而提高凝聚力，并激发群体强烈义愤。1950年11月，中华全国文学艺术界联合会发出《关于文艺界展开抗美援朝宣传工作的号召》，号召文联所属各分会及各地文艺组织一致行动起来，以文艺形式“揭露美帝国主义的罪行”、“肃清帝国主义流毒对一部分人的影响”。中国大陆各地的文艺性刊物和各地的主要报纸，都以大量的版面，先后刊登了成千上万关于朝鲜战争的文艺作品和指导性的文章。据上海市1950年11月3日至12月5日一个月零两天的统计，已经发表和演出的文艺作品就达890篇。全国各地的出版社出版了大量的朝鲜战争题材的文艺丛书。1950年11月到1951年3月仅4个月出版的有关丛书就达数十种之多。

## 对中国基督教的影响
天主教和新教在中国有着深厚的影响，当时大约有400万信众，其中新教团体多与美国有着密切的联系，受美国教会资助、控制，而他们举办的一些慈善、教育事业，对开展仇视美国的思想教育运动来说，又具有极大的“迷惑性”。如何处理它们，成为“三视”教育的一个重点。在中共的推动下，1950年9月，基督教方面吴耀忠等人推出《中国基督教在新中国建设中努力的途径的宣言》，12月，四川广元天主教王良佐等发表《自立革新运动宣言》，号召教徒切断与帝国主义国家的联系，实行“自治、自养、自传”（三自运动）。朝鲜战争开战后，宣传重点转为对外国传教士及从事间谍的神职人员的控诉。其中比较有影响的是教会所办的育婴堂的虐婴事件的控诉。其中一个是广州圣婴育婴院的“血案”，《人民日报》指控其是在“慈善事业”、“宗教事业”掩护下的“杀人场”。因由对教会育婴堂的控诉具有良好的效果，1951年全国各地就发掘出许多类似的事件，大量关于育婴堂的罪行被控诉，而且其控诉的步骤也基本相同。对他们的指控，更容易激起仇恨，而且，这种仇恨很自然地就引向了美帝国主义并同时激起爱国热情。这是“三视”教育中最为成功的地方。

## 影响及评价
“三视”教育运动重新塑造了中国大陆民众对于美国的认知。美国在许多中国大陆人心中的形象，由抗日战争时期的民主、文明、对中国友好的国家，成为了“全世界反动堕落的大本营”。
其一，美国是中国人民的死敌，“是打劫起家的两头蛇”，“是中国人民的吸血鬼”，美帝的侵略是“伪善”的、“杀人不见血的侵略”，因此，美国“是我们中国人民最危险的敌人，最凶恶的敌人”；
其二，“作为帝国主义侵略阵营的魁首”，美国是“世界上最反动的、最野蛮的、最富于侵略性的帝国主义国家”，是“屠杀人类的老窝”，因此，它也是“全世界爱好和平民主人民的最凶恶的敌人”，是“世界的反动中心”；
其三，美国是最为腐朽的帝国主义国家，是“特务、流氓、强盗的国家”，美国是“狗的天堂”、“人的地狱”、“疯子的天下”。美国人民生活贫困、流离失所，不愿作战，美国的科学研究正在走向末路。
“三视”教育运动所形成的观念，潜移默化地影响中国人。1951年7月1日朝鲜停战谈判消息传到北京后，“很多群众对媒体中称李奇微为‘将军’、为‘联合国军总司令’甚为不满”，因为据“三视”教育中接受的观念，“李奇微乃是美帝国主义的代表，又怎能尊称其为将军呢？”新闻稿件和发言稿中，到处都是匪类、帝国主义、恶魔、法西斯等“刺激性的词语”，1952年5月周恩来曾指示要“避免或少用不必要的刺激性语句”。直到1972年，中国政府宣布尼克松访华的消息，中国的普通群众“在感情上一时无法接受”，当他们在报刊上看到毛泽东与“美帝国主义头子”尼克松“握手言和”的时候，他们普遍感到惊愕，以致目瞪口呆。
“三视”教育运动通过新闻媒体的宣传教育及组织各种会议与集会等方式，成功地激起并引导了民众对美国的仇恨情绪。以“仇美”、“反美”为核心的对美意识形态形成并影响了此后数代中国大陆的人们。這影響在1967年香港暴動時亦被領導者用於鼓動參與者對抗英屬香港政府的統治。